# Vũ Văn Cẩn
Vũ Văn Cẩn (1914-1982) là một nhà quân sự, nhà khoa học Y khoa Việt Nam, Thiếu tướng, nguyên Phó Chủ nhiệm Tổng cục Hậu cần kiêm Cục trưởng cục Quân y, nguyên Bộ trưởng Bộ Y tế đại biểu quốc hội khóa III đến khóa VII.

## Tiểu sử
Vũ Văn Cẩn sinh năm 1914 tại Bạch Sam, Mỹ Hào, tỉnh Hưng Yên. Thuở nhỏ, ông học tiểu học tại Hà Nội. Năm 1936, ông tốt nghiệp tú tài, thi đỗ vào Đại học Y khoa Hà Nội và tốt nghiệp năm 1943 với luận văn "Góp phần nghiên cứu mổ quặm mi sẹo do mắt hột". Cựu sinh viên Trường Đại học Y Dược Đông Dương.
- Năm 1941, ông là cộng tác viên báo Thanh Nghị của nhóm Vũ Đình Hoè, Vũ Văn Hiền, Phan Anh... thành viên Tân Việt Nam hội.
- Năm 1942, ông giác ngộ và tích cực hoạt động trong Tổng hội Sinh viên mà ông là một trong những người góp phần sáng lập và tham gia lãnh đạo, kết hợp đấu tranh chính trị bài trừ Pháp, Nhật, ủng hộ phong trào Việt Minh. Lãnh đạo Tổng hội sinh viên khi đó gồm các trí thức như Vũ Đình Hoè, Phan Anh, Dương Đức Hiền, Huy Cận, Vũ Văn Cẩn, Đỗ Đức Dục, Phan Mỹ...
- Cuối năm 1944, thực dân Pháp tập trung ông cùng một số bác sĩ vào Quân đội Pháp, được 3 tháng thì đảo chính Nhật - Pháp. Ngày 9-3-1945, quân Pháp buộc ông chạy sang Trung Quốc, ông trốn được chạy về Hà Nội tiếp tục hoạt động trong Tổng hội sinh viên. Do chống đối thuyết Đại Đông Á của Nhật, ông bị Nhật bắt giam tại Nhà dầu SHELL (ở phố Trần Hưng Đạo).
- Năm 1946, ông nhập ngũ, được phân công làm Cục trưởng cục Quân y[4]. Năm 1947, ông được kết nạp vào Đảng Cộng sản Việt Nam. Năm 1950 được thăng quân hàm Đại tá[5].

Trong kháng chiến chống Pháp, ông đề ra nhiều chủ trương, giải pháp với nhiệm vụ cơ bản là: Bảo vệ sức khỏe cho bộ đội và cứu chữa, điều trị cho thương binh, bệnh binh; thực hiện 5 phương châm sáng tạo; quy hoạch lại hệ thống bệnh viện; hình thành lý luận về tổ chức bảo đảm quân y trong chiến tranh và tổ chức cứu chữa thương, bệnh binh theo bậc thang điều trị; về tiếp tế quân y theo cơ số, xây dựng điều lệ cứu chữa thương binh... Đặc biệt, ông trực tiếp chỉ huy, chỉ đạo, hoàn thành xuất sắc nhiệm vụ bảo đảm quân y cho chiến dịch Điện Biên Phủ.
- Từ năm 1964 đến năm 1970, ông là Phó chủ nhiệm Tổng cục Hậu cần kiêm Cục trưởng cục Quân y. Sau hiệp định Geneve, ông trở về Hà Nội tham gia giảng dạy tại Đại học Y Dược Hà Nội.
- Năm 1969, ông làm Thứ trưởng bộ Y tế.
- Từ năm 1971 đến 1974 ông làm Quyền Bộ trưởng bộ Y tế do GS bác sĩ Nguyễn Văn Hưởng lâm bệnh nặng, năm 1974 được thăng quân hàm Thiếu tướng. Từ năm 1974 đến 1982, ông làm Bộ trưởng bộ Y tế[6]
- Do lâm bệnh nặng, ông qua đời năm 1982 tại Hà Nội, hưởng thọ 68 tuổi[7]

## Khen thưởng
- Huân chương độc lập hạng nhất cho các đóng góp cho ngành Y tế.[3]
- Anh hùng lực lượng vũ trang năm 2014 [8]
- Huân chương Quân công hạng Nhì
- Huân chương chiến thắng hạng Nhât
- 2 Huân chương kháng chiến hạng Nhất
- Huân chương chiến công hạng Nhất

## Vinh danh
Hiện nay tên của ông được đặt tên cho:
•  Một phố ở quận Hà Đông, Hà Nội, nối từ đường Vạn Phúc đến ngõ 77 phố Lụa,
• Một phố ở quận Ngũ Hành Sơn, Đà Nẵng.
• Một đường ở thị xã Mỹ Hào, Hưng Yên.